# 最高裁判所長官
最高裁判所長官（さいこうさいばんしょちょうかん、英語: Chief Justice of the Supreme Court of Japan）は、日本の最高裁判所の長たる裁判官。
最高裁判所裁判官の一人であると同時に、対外的には最高裁判所を代表する地位を有し、司法行政事務を行う裁判官会議を総括する。

## 地位
最高裁判所長官は最高裁判所の長たる裁判官であり（裁判所法第5条第1項）、内閣総理大臣、衆議院議長・参議院議長とともに、三権の長と呼ばれる。
最高裁判所は、最高裁判所長官（「長たる裁判官」）1人と、最高裁判所判事（「その他の裁判官」）14人の計15人の最高裁判所裁判官（「最高裁判所の裁判官」）からなる。最高裁判所長官以外のその他の裁判官を「最高裁判所判事」という（裁判所法第5条第1項）。最高裁判所長官は内閣の指名に基づいて天皇が任命する（日本国憲法第6条第2項）のに対し、最高裁判所判事は内閣が任命し天皇が認証する（日本国憲法第79条第1項、裁判所法第39条第3項）。
なお、最高裁判所長官は、皇室会議の議員となる（皇室典範28条）。

### 最高裁判所を代表する地位
最高裁判所長官は、対外的には、最高裁判所を代表する地位を有する。三権の長が揃い踏みする外部の公式行事に出席する。

## 呼称
最高裁判所の長について、日本国憲法においては「最高裁判所の長たる裁判官」（6条2項）、「長たる裁判官」（79条1項）と定め、日本国憲法に「最高裁判所長官」の表記は存在せず、裁判所法において「最高裁判所の裁判官は、その長たる裁判官を最高裁判所長官と…する」（5条1項）と定める。
最高裁判所長官
最高裁判所長官は、日本においては最高裁判所の長たる裁判官の官名である。宮中の親任式で授与される官記には「最高裁判所長官に任命する」と記載される。
最高裁判所の長たる裁判官
上述の最高裁判所長官は、司法権行使の点で他の最高裁判所の裁判官に優越するものではない。日本国憲法の原案でも、最高裁判所に所属する裁判官を「長たる裁判官」と「その他の裁判官」（最高裁判所判事）とに区別はしていなかった。ところが原案審議の過程で、内閣総理大臣の任命権は天皇に帰属するのに対し、最高裁判所の裁判官の任命権は全て内閣に帰属することになっていたことが問題となった。その結果、最高裁判所長官については、同じく三権の長である内閣総理大臣との均衡上、天皇に任命権を帰属させるべきであるとして原案に修正が加えられ、憲法の規定上その他の裁判官と区別されるようになった。つまり、憲法にある「最高裁判所の長たる裁判官」という語は、あくまでも任命権の帰属について他の裁判官と区別するための用語であり、名称（官名や職名）ではない。

## 指名と任命及び任期
最高裁判所長官は、内閣の指名に基づき、国事行為として天皇が任命する（憲法6条2項、79条1項、裁判所法39条1項、なお、任命資格については裁判所法41条を参照）。最高裁判所長官の任命資格は、最高裁判所判事の任命資格と同じである。
最高裁判所長官は裁判官枠出身の者が任命されていることが多い。1979年より前は裁判官枠以外（法学者枠や弁護士枠や検察官枠）の出身の長官が4人存在していたが、1979年（昭和54年）以降から2024年現在まで13代続けて裁判官枠出身から長官が任命されている。新藤宗幸はキャリア裁判官における最高裁判所長官の基準について「事務総局での司法官僚としての経験と行政能力を評価するとともに、地裁部総括、高裁部総括、地裁所長、高裁長官といった裁判所実務における訴訟指揮能力や人事・組織管理能力としてのバランス」と類推している。
最高裁判所裁判官と同じく、決められた任期は定められていないが、定年は70歳と定められている（裁判所法50条）。ただし歴代長官では草場良八と竹﨑博允の2人が定年前に依願退官している。一方で、長官が在任期間中に死去したというケースはまだない。
最高裁判所長官は慣例的に定年の70歳に近づくと、内閣総理大臣に対し、次期最高裁判所長官として誰が適任であるか意見を述べる。内閣総理大臣がその意見を了承すると、閣議により内閣が次期最高裁判所長官を指名する。そのため、実質的に最高裁判所長官の指名権があるのは、前任の最高裁判所長官といえる。なお、現最高裁判所長官が内閣総理大臣に意見を述べる前に元長官や一部の判事や法曹有力者に意見を求めた上で適任者を決めることもある。この慣例は2代目長官の田中耕太郎が3代目長官に横田喜三郎を適任と人選した時からである。
また、最高裁判所長官も最高裁判所裁判官として最高裁判所裁判官国民審査の対象になりうるが、今まで国民審査の結果によって罷免された最高裁判所長官は存在しない。

## 権限等

### 司法権に関する権限
司法権の行使、つまり裁判所における審理に関して、最高裁判所長官の権限は、最高裁判所判事と違いはなく、他の最高裁判所裁判官に対して優越的な地位を占めるものではない。この点、内閣総理大臣がリーダーシップを取り、他の国務大臣に対して大きな権限を有する内閣の行政権行使とは大きく異なる。
15人の最高裁判所裁判官全員で構成される大法廷の裁判長となる。また、最高裁判所長官が小法廷の審理に出席するときは、常に裁判長を務める（最高裁判所裁判事務処理規則）。ただし、長官は司法権を代表して、皇居での儀式や外国賓客などの公式行事への出席する責任と義務があり、司法行政事務や外部の公式行事があることで裁判所内外での業務で多忙になるためか、小法廷の審理にはほとんど関与しない慣例が続いている。中には横田正俊や竹﨑博允のように小法廷の審理に積極的に関与した長官もいる。

### 司法行政権に関する権限
最高裁判所が司法行政事務を行うのは、裁判官会議の議によるものとされ、最高裁判所長官が、これを総括する。また、最高裁判所長官は、裁判官会議の議長となる（裁判所法12条）。
このほか最高裁判所長官は最高裁判所事務総長、司法研修所長、裁判所職員総合研修所長、最高裁判所図書館長を監督する地位にある（裁判所法第53条第2項、裁判所法第56条第2項、裁判所法第56条の3第2項、裁判所法第56条の4第2項）。
6月頃には司法行政権に関する話し合いをする高裁長官・地裁所長会合で挨拶を行う。

### その他
司法機構の要職人事に関与する。
5月初めに憲法記念日を迎えるにあたって記者会見を開き、司法の現状についてコメントする。
10月頃に新任の裁判官に向けて激励の言葉をかける。
人事官が任命後に職務を開始するまでに宣誓書に署名を行う際に、最高裁判所長官が立ち会わなければならない（国家公務員法第6条）。

## 待遇
最高裁判所長官の報酬は、裁判官の報酬等に関する法律の定めるところにより支給され、その額は内閣総理大臣と同額となっている。
なお、最高裁判所長官は自衛隊を公式に訪問し又は視察する場合その他防衛大臣の定める場合において栄誉礼を受ける栄誉礼受礼資格者に定められている（自衛隊法施行規則13条）

## 歴代最高裁判所長官
| 代 | 氏名       | 最高裁判所判事 任命年月日   | 最高裁判所長官 任命年月日   | 退任年月日                        | 出身 分野 | 出身校    | 修習期   | 前職等                                                   | 指名した内閣           | 任命した 天皇 | 不信任率 |
| -- | ---------- | --------------------------- | --------------------------- | --------------------------------- | --------- | --------- | -------- | -------------------------------------------------------- | ---------------------- | ------------- | -------- |
| 1  | 三淵忠彦   | －                          | 1947年（昭和22年） 8月4日   | 1950年（昭和25年） 3月2日         | 裁判官    | 京大      |          | 東京控訴院部長、 三井信託銀行法律顧問、 慶應義塾大学講師 | 片山内閣               | 昭和天皇      | 5.54%    |
| 2  | 田中耕太郎 | －                          | 1950年（昭和25年） 3月3日   | 1960年（昭和35年） 10月24日       | 法学者    | 東大      |          | 参議院議員、学習院大学教授                               | 第3次吉田内閣          | 昭和天皇      | 8.13%    |
| 3  | 横田喜三郎 | －                          | 1960年（昭和35年） 10月25日 | 1966年（昭和41年） 8月5日         | 法学者    | 東大      |          | 東京大学教授、外務省参与                                 | 第1次池田内閣          | 昭和天皇      | 8.23%    |
| 4  | 横田正俊   | 1962年（昭和37年） 2月28日  | 1966年（昭和41年） 8月6日   | 1969年（昭和44年） 1月10日        | 裁判官    | 東大      |          | 東京高等裁判所長官                                       | 第1次佐藤内閣（2改）   | 昭和天皇      | 7.08%    |
| 5  | 石田和外   | 1963年（昭和38年） 6月6日   | 1969年（昭和44年） 1月11日  | 1973年（昭和48年） 5月19日        | 裁判官    | 東大      |          | 東京高等裁判所長官                                       | 第2次佐藤内閣（2改）   | 昭和天皇      | 7.13%    |
| 6  | 村上朝一   | 1968年（昭和43年） 11月19日 | 1973年（昭和48年） 5月21日  | 1976年（昭和51年） 5月24日        | 裁判官    | 東大      |          | 東京高等裁判所長官                                       | 第2次田中角栄内閣      | 昭和天皇      | 10.33%   |
| 7  | 藤林益三   | 1970年（昭和45年） 7月31日  | 1976年（昭和51年） 5月25日  | 1977年（昭和52年） 8月25日        | 弁護士    | 東大      |          | 第一東京弁護士会所属弁護士                               | 三木内閣               | 昭和天皇      | 12.09%   |
| 8  | 岡原昌男   | 1970年（昭和45年） 10月28日 | 1977年（昭和52年） 8月26日  | 1979年（昭和54年） 3月31日        | 検察官    | 東大      |          | 大阪高等検察庁検事長                                     | 福田赳夫内閣           | 昭和天皇      | 12.21%   |
| 9  | 服部高顯   | 1975年（昭和50年） 12月3日  | 1979年（昭和54年） 4月2日   | 1982年（昭和57年） 9月30日        | 裁判官    | 東大      |          | 大阪高等裁判所長官                                       | 第1次大平内閣          | 昭和天皇      | 11.07%   |
| 10 | 寺田治郎   | 1980年（昭和55年） 3月22日  | 1982年（昭和57年） 10月1日  | 1985年（昭和60年） 11月3日        | 裁判官    | 東大      |          | 東京高等裁判所長官                                       | 鈴木善幸内閣（改）     | 昭和天皇      | 14.63%   |
| 11 | 矢口洪一   | 1984年（昭和59年） 2月20日  | 1985年（昭和60年） 11月5日  | 1990年（平成2年） 2月19日         | 裁判官    | 京大      | 高輪 1期 | 東京高等裁判所長官                                       | 第2次中曽根内閣（1改） | 昭和天皇      | 10.80%   |
| 12 | 草場良八   | 1989年（平成元年） 11月27日 | 1990年（平成2年） 2月20日   | 1995年（平成7年） 11月7日         | 裁判官    | 東大      | 3期      | 東京高等裁判所長官                                       | 第1次海部内閣          | 明仁          | 11.10%   |
| 13 | 三好達     | 1992年（平成4年） 3月25日   | 1995年（平成7年） 11月7日   | 1997年（平成9年） 10月30日        | 裁判官    | 海兵 東大 | 7期      | 東京高等裁判所長官                                       | 村山内閣（改）         | 明仁          | 7.99%    |
| 14 | 山口繁     | 1997年（平成9年） 3月10日   | 1997年（平成9年） 10月31日  | 2002年（平成14年） 11月3日        | 裁判官    | 京大      | 9期      | 福岡高等裁判所長官                                       | 第2次橋本内閣（改）    | 明仁          | 9.61%    |
| 15 | 町田顯     | 2000年（平成12年） 3月22日  | 2002年（平成14年） 11月6日  | 2006年（平成18年） 10月15日       | 裁判官    | 東大      | 13期     | 東京高等裁判所長官                                       | 第1次小泉内閣（1改）   | 明仁          | 9.37%    |
| 16 | 島田仁郎   | 2002年（平成14年） 11月7日  | 2006年（平成18年） 10月16日 | 2008年（平成20年） 11月21日       | 裁判官    | 東大      | 16期     | 大阪高等裁判所長官                                       | 第1次安倍内閣          | 明仁          | 6.93%    |
| 17 | 竹﨑博允   | －                          | 2008年（平成20年） 11月25日 | 2014年（平成26年） 3月31日        | 裁判官    | 東大      | 21期     | 東京高等裁判所長官                                       | 麻生内閣               | 明仁          | 6.25%    |
| 18 | 寺田逸郎   | 2010年（平成22年） 12月27日 | 2014年（平成26年） 4月1日   | 2018年（平成30年） 1月8日         | 裁判官    | 東大      | 26期     | 広島高等裁判所長官                                       | 第2次安倍内閣          | 明仁          | 7.95%    |
| 19 | 大谷直人   | 2015年（平成27年） 2月17日  | 2018年（平成30年） 1月9日   | 2022年（令和4年） 6月22日         | 裁判官    | 東大      | 29期     | 大阪高等裁判所長官                                       | 第4次安倍内閣          | 明仁          | 7.96%    |
| 20 | 戸倉三郎   | 2017年（平成29年） 3月14日  | 2022年（令和4年） 6月24日   | 2024年（令和6年） 8月10日         | 裁判官    | 一橋大    | 34期     | 東京高等裁判所長官                                       | 第2次岸田内閣          | 徳仁          | 8.53%    |
| 21 | 今崎幸彦   | 2022年（令和4年） 6月24日   | 2024年（令和6年） 8月16日   | 2027年（令和9年） 11月9日（予定） | 裁判官    | 京大      | 35期     | 東京高等裁判所長官                                       | 第2次岸田内閣（2改）   | 徳仁          | 11.46%   |

## 長官代理
定年退官等により長官が欠位の場合または長官が海外出張・病気などで不在となる場合は、判事の中の一人が「最高裁判所長官代理」の職名によりその職務を行う。この場合、文書上の表示は「最高裁判所長官代理 （改行） 最高裁判所判事 某」となる。通例、14人の判事のうち筆頭格の判事が充てられるが、この職名の使用は実際にその職務を行う期間内に限られ、当該筆頭格判事がその筆頭格であることを示すために常時「長官代理」と称することができるわけではない。
裁判は「裁判長」「裁判官」の名義で行われるため、「長官」「長官代理」の職名は裁判の記録には登場せず、組織としての最高裁に関する公文書（最高裁判所規則の公布時の署名など）に限られる。また、逐次官報掲載される行政組織の長の代理発令と異なり、最高裁判所長官代理の辞令は官報に掲載されないため、その発令記録を遺漏のない形で確認することは困難であるが、最高裁判所規則の公布等により確認される長官代理の記録は次のとおりとなっている。
- 塚崎直義：1948年（昭和23年）10月19日・21日、11月1日、12月1日・21日・23日・24日・28日・29日、1949年（昭和24年）1月10日・21日、3月5日、4月1日・4日・12日、1950年（昭和25年）2月24日、11月15日
- 霜山精一：1953年（昭和28年）8月5日、9月4日
- 栗山茂：1956年（昭和31年）2月1日、3月1日
- 真野毅：1957年（昭和32年）12月5日・9日
- 河村又介：1963年（昭和38年）9月23日
- 入江俊郎：1967年（昭和42年）7月21日、1969年（昭和44年）9月10日
- 田中二郎：1972年（昭和47年）9月28日
- 大隅健一郎：1973年（昭和48年）12月10日

（註）いずれも官報掲載の日付であり、当該期日前・後にも長官代理であった可能性、およびここに記載のない長官代理が存在した可能性を否定するものではない。
2024年（令和6年）8月10日に第20代長官の戸倉三郎が定年退官したことに伴い、同年8月15日の全国戦没者追悼式においては長官が空席となったため、長官代理として深山卓也が出席し、追悼の辞を述べた。
なお、国会審議において最高裁判所長官の答弁を要する場合は、長官本人ではなく最高裁判所事務総局の職員（局長など）が「最高裁判所長官代理者」の呼称で出席するのが慣例であるが、これは当該出席する局長などが同時に複数いる場合にもそのすべてに対して用いられる総称的な呼称であり、長官一身の代理をする「最高裁判所長官代理」とは性格を異にするものである。